# Villa Gustav Adolph Haenssel
Die Villa Gustav Adolph Haenssel steht im Ursprungsstadtteil der sächsischen Stadt Radebeul, in der Schumannstraße 3. Sie wurde ab 1897 durch die Baufirma der Gebrüder Ziller für den Amtsverwalter Gustav Adolph Haenssel aus Dresden-Strehlen errichtet.

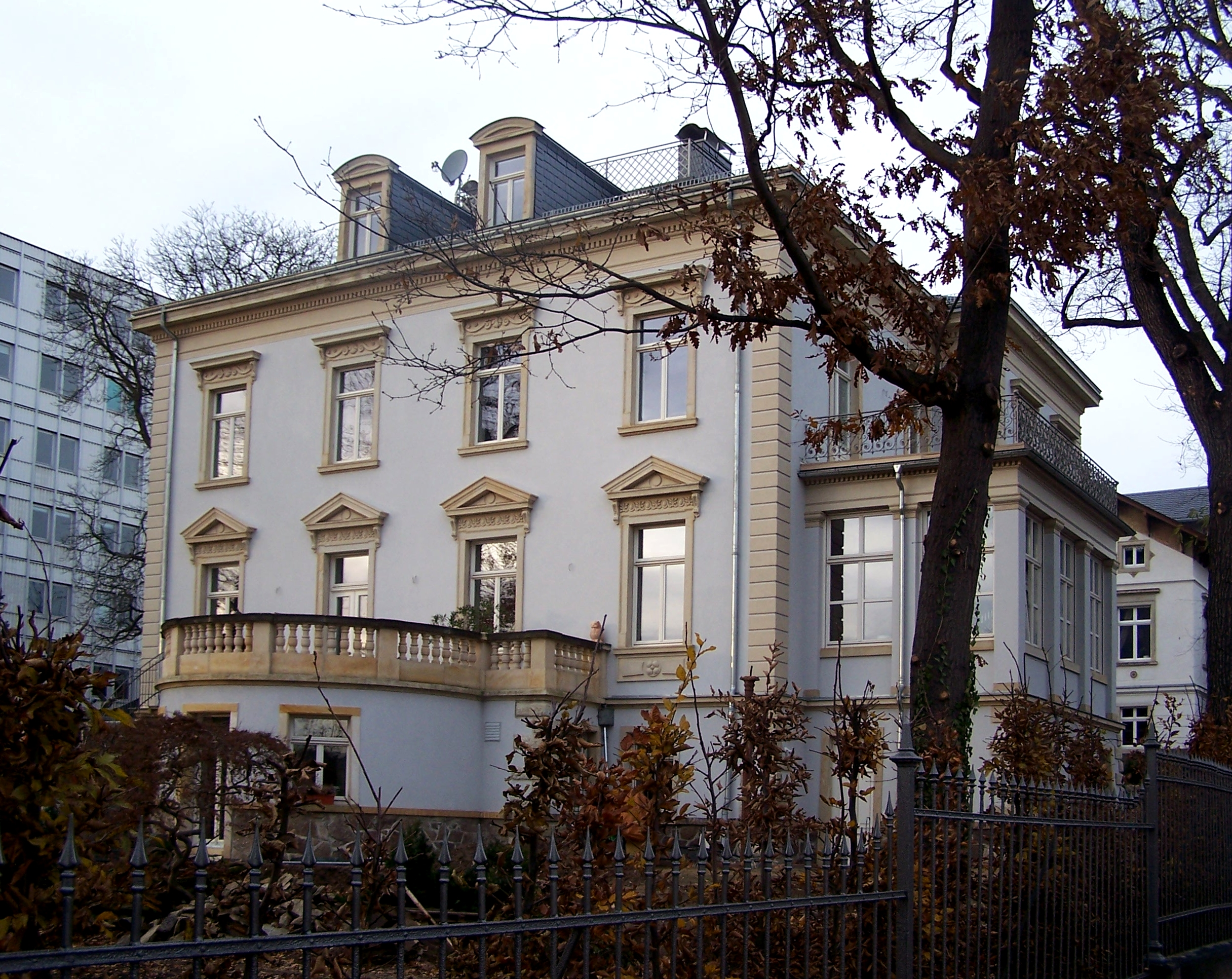
Villa Gustav Adolph Haenssel, von Süden

## Beschreibung

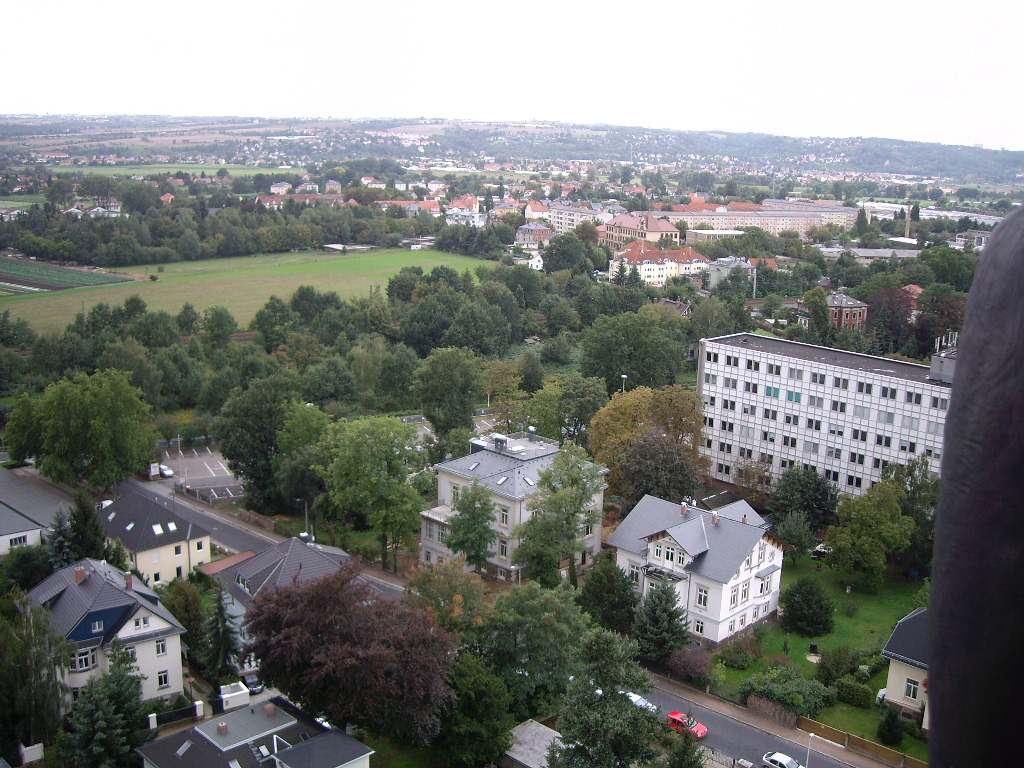
Blick vom Lutherkirchturm: Schumannstraße 5 und 3 (links)

Die „aufwendige“, mitsamt Einfriedung unter Denkmalschutz stehende Villa liegt auf einem nach Süden leicht abfallenden Eckgrundstück zur Pestalozzistraße. Das zweigeschossige Wohngebäude erhebt sich auf einem teilweise bewohnten Souterraingeschoss; unter der nach Süden zeigenden, halbrunden Terrasse mit Freitreppe befand sich die Mädchenkammer. Im flachen Walmdach (mit durch Gitter gesicherter Dachplattform) dieser linken Seitenansicht stehen zwei Giebelgauben. In der rechten Seitenansicht nach Norden findet sich der Eingang in einem risalitartigen Vorbau.
In der Straßenansicht befindet sich rechts ein Seitenrisalit, vor der linken Rücklage steht eine durch Pilaster gegliederte, geschlossene Veranda mit einem Austritt obenauf, dieser durch eiserne Ziergitter gesichert. Die schlicht verputzten Fassaden werden seitlich durch Eckquaderungen eingefasst sowie durch ein Traufgesims zum Dach hin; das Erdgeschoss wird zum Souterrain durch ein schmales Geschossgesims abgeschlossen.  Die Fenster werden durch profilierte Sandsteingewände eingefasst und durch aufwendige Verdachungen bekrönt.
Die Einfriedung besteht aus Eisenzaunfeldern zwischen Eisenpfosten.